# Mokřiny (Aš)
Mokřiny (németül Nassengrub) Aš településrésze Csehországban a Karlovy Vary-i kerület Chebi járásában. Korábban önálló község.

## Fekvése
Az Aši-kiszögellésben, Aš déli szomszédságában fekszik.

## Története
Német telepesek alapították. 1413-ban a Zedtwitz-család birtokaként említik elsőként. 1930-ban 1726 lakosa volt. Lakosságának számottevő csökkenése 1946-ban, német nemzetiségű lakosságának kitelepítése által következett be. Lakosainak száma jelenleg 550 körül van. Az 1874 óta önálló községet 1975-ben Aš városához csatolták.

## Lakossága
| Év            | 1850 | 1930 | 1947 | 1961 | 1970 | 2001 |
| ------------- | ---- | ---- | ---- | ---- | ---- | ---- |
| Lakosok száma | 244  | 1726 | 736  | 707  | 624  | 530  |

## Nevezetességek
- Evangélikus templomát Otto Bartning német építész tervei alapján építették 1913-ban. 1914-ben szentelték fel. A második világháborút követően az ortodox egyház templomaként Szent Cirill és Metód tiszteletére szentelték fel. 1994-től ismét az evangélikusoké.
- Borromeo Szent Károly tiszteletére szentelt római katolikus templomát 1912-ben építették. A felújítási munkálatok miatt jelenleg (2008) nem látogatható.
- Az első világháború hősi halottainak emlékműve az evangélikus templom mellett.
- Turistautak. Területén haladnak keresztül a 2057 és a 2063 számú kerékpárutak, valamint a kék és a piros jelzésű turistaösvények.

## Képtár

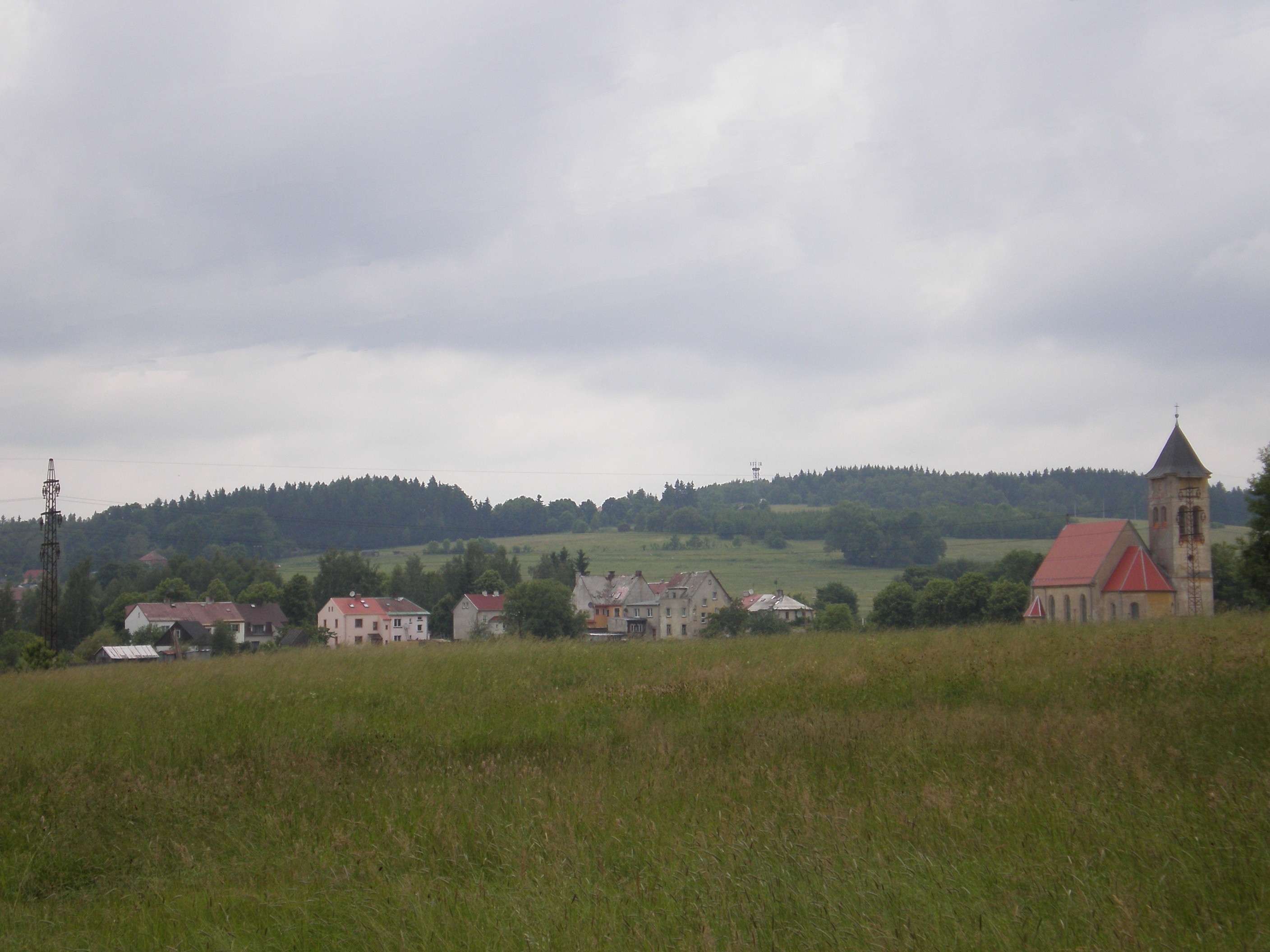
Mokřiny látképe
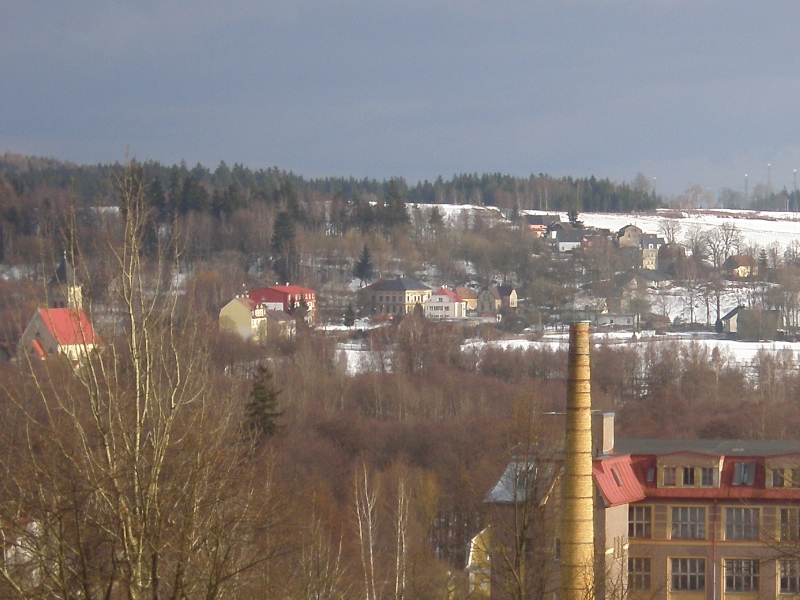
Mokřiny látképe
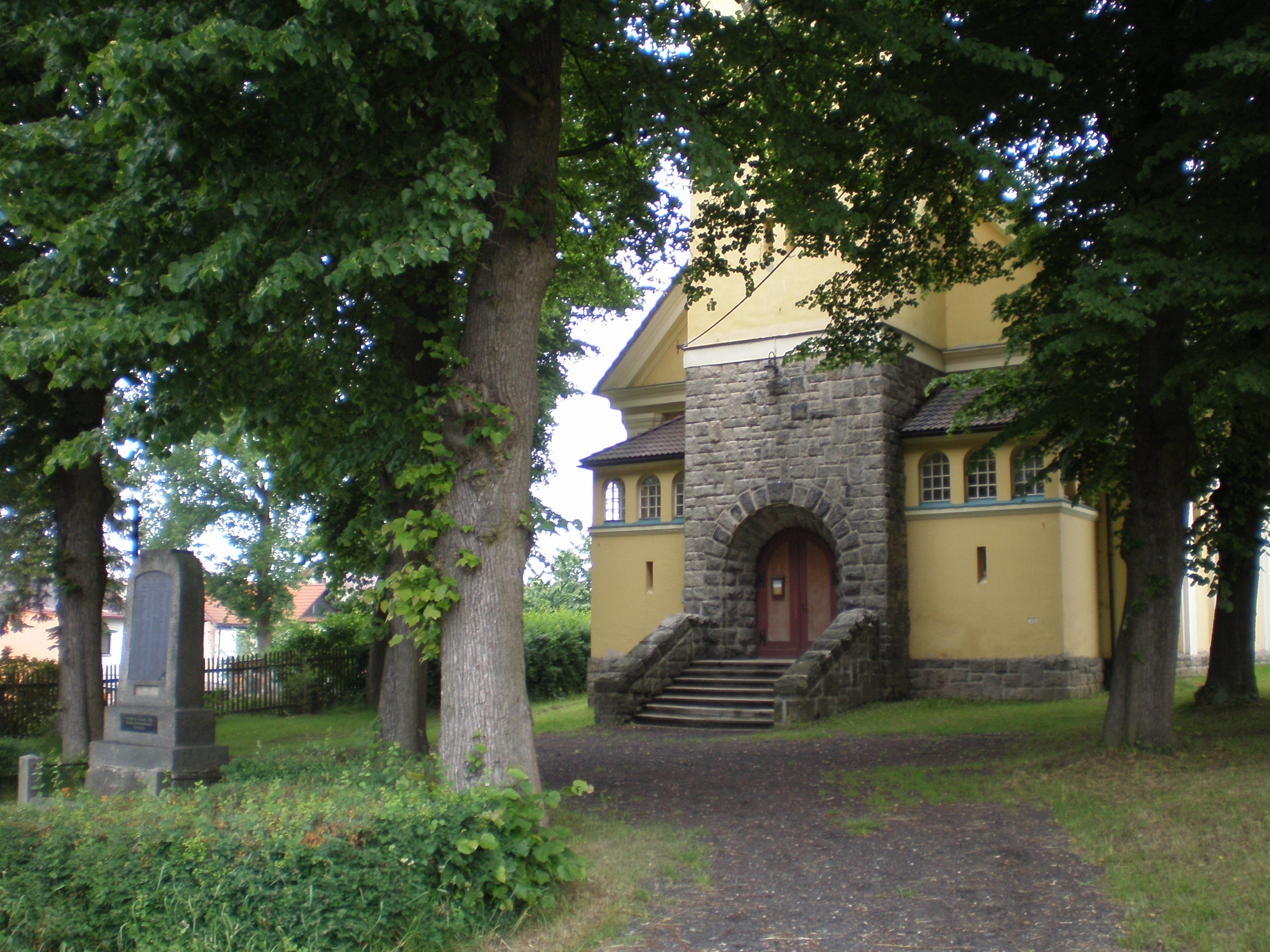
Evangélikus temploma
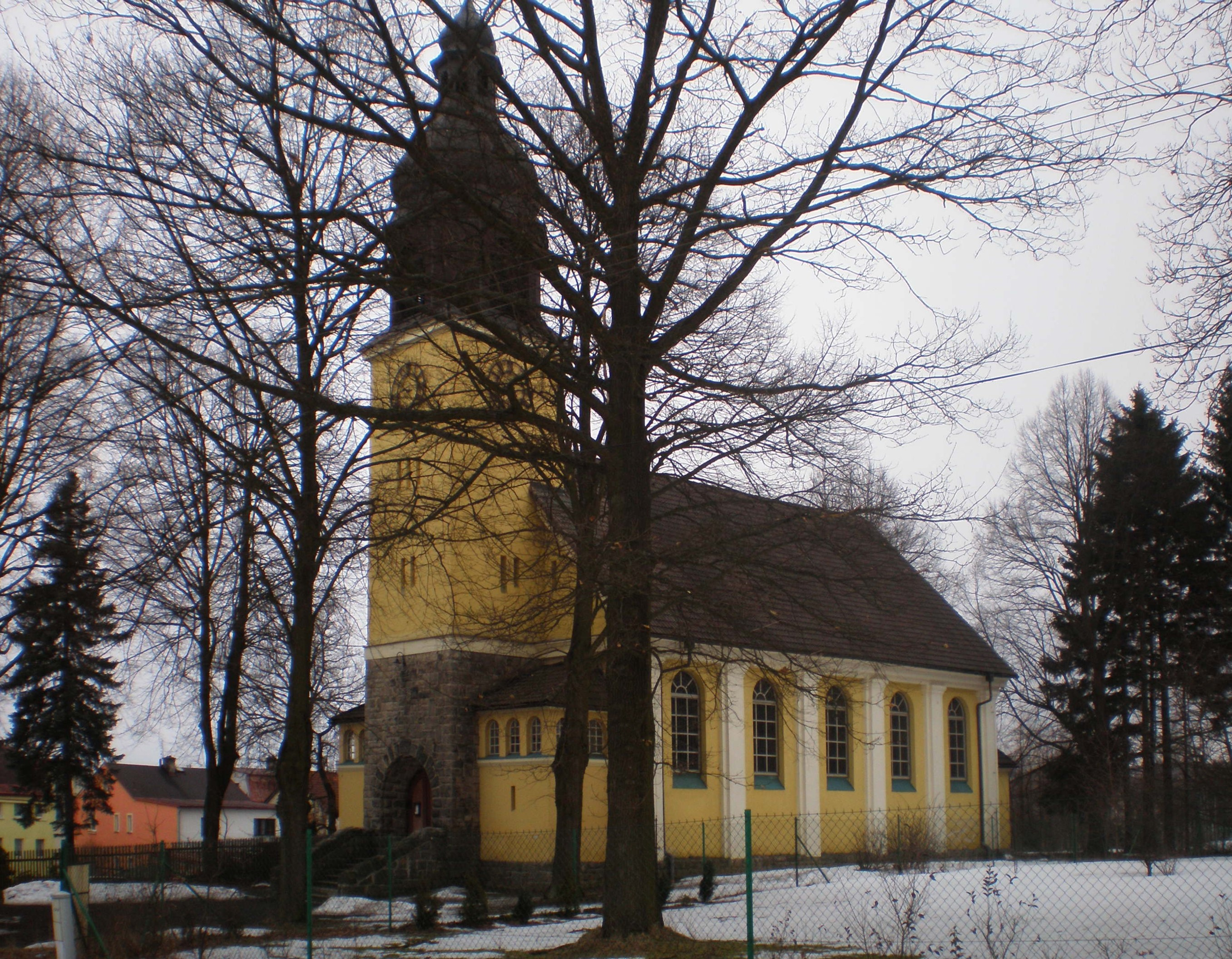
Evangélikus temploma

## Fordítás
- Ez a szócikk részben vagy egészben a Mokřiny (Aš) című cseh Wikipédia-szócikk ezen változatának fordításán alapul.  Az eredeti cikk szerkesztőit annak laptörténete sorolja fel. Ez a jelzés csupán a megfogalmazás eredetét és a szerzői jogokat jelzi, nem szolgál a cikkben szereplő információk forrásmegjelöléseként.